# Campo di lavoro di Ohrdruf

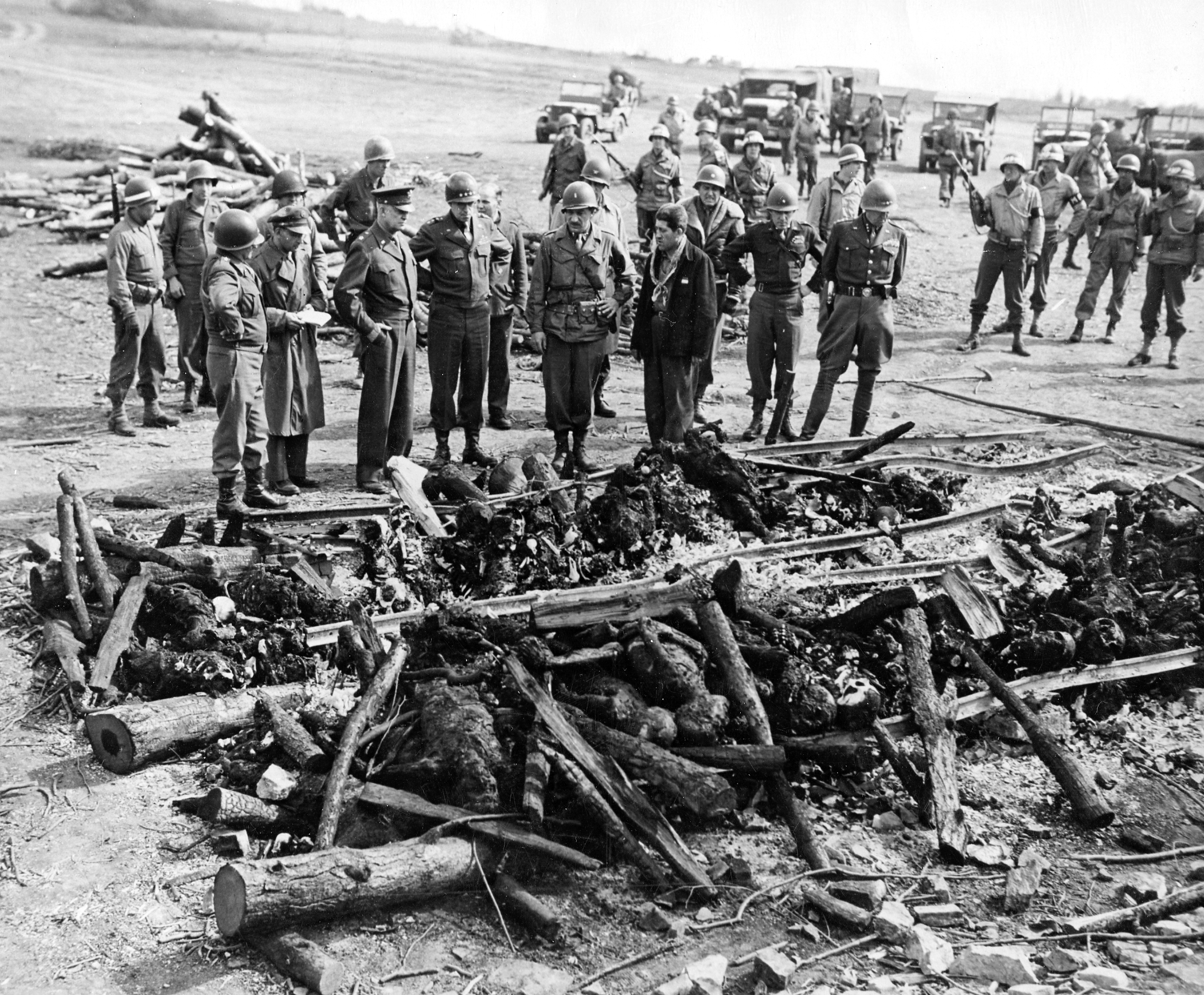
I generali Dwight Eisenhower, Omar Bradley e George Patton nel campo di Ohrdruf (12 aprile 1945)

Il campo di lavoro di Ohrdruf fu un campo di concentramento nazista situato nella cittadina di Ohrdruf, presso Weimar. Faceva parte del complesso concentrazionario di Buchenwald.
Fu liberato il 4 aprile 1945 dalla IV Divisione Armata statunitense e dal 355º Reggimento di fanteria della Terza Armata. Fu il primo campo di concentramento nazista a essere liberato dagli Alleati.
Ina Friedman sostiene che al momento della liberazione Dwight Eisenhower ispezionò assieme ad altri soldati americani la camera a gas di Ohrdruf, ma la presenza della Friedman non è confermata da altri storici.